# Juana María Díez Anton
Juana María Díez Anton (Torrevella, 1962) és una científica valenciana especialitzada en microbiologia i virologia molecular, professora titular i directora del Laboratori de Virologia Molecular en el Departament de Ciències Experimentals i de la Salut (DCEXS) a la Universitat Pompeu Fabra de Barcelona. Va obtenir el seu doctorat a la Universitat Autònoma de Madrid i va realitzar el seu postdoctorat a l’Institut de Biologia Molecular de la Universitat de Madison-Wisconsin.
Díez ha contribuït de manera significativa a la comprensió de la regulació de l'expressió gènica en les cèl·lules afavorint una millor comprensió de com funcionen i de com prevenir les patologies relacionades amb l'expressió gènica. El seu treball se centra en desxifrar les interaccions clau entre virus i hoste i utilitzar aquest coneixement per al desenvolupament d'antivirals de gran espectre. Díez ha col·laborat amb equips científics de institucions com l'Institut Max Planck de Biomedicina Molecular a Alemanya, la Universitat de Berna a Suïssa, la Universitat de València o el Institut Tecnològic d'Israel - Technion.
El 2019, va dirigir un estudi, publicat a Nature Communications, sobre un nou sistema de seguretat en les cèl·lules que les fa més robustes en contra de possibles alteracions en l'expressió gènica. Aquest descobriment revela un paper no conegut fins ara en la regulació de l'expressió de proteïnes de membrana i evita agregacions tòxiques. El 2022 va liderar un equip que va identificar el mecanisme pel qual els virus poden modificar la maquinària cel·lular per llegir millor les instruccions en el genoma del virus invasor, i així produir grans quantitats de descendència viral.